# 防衛庁情報局
防衛庁情報局（ぼうえいちょうじょうほうきょく、英: Defence Agency Information Service、略称: DAIS）または防衛省情報局（ぼうえいしょうじょうほうきょく）は、福井晴敏の複数の小説作品に共通して登場する防衛庁・自衛隊（防衛省・自衛隊）の架空の非公開情報機関。本部は防衛庁（防衛省）庁舎・陸上自衛隊市ヶ谷駐屯地・海上自衛隊市ヶ谷地区・航空自衛隊市ヶ谷基地の地下施設にあり、実在の機関である防衛庁（防衛省）情報本部を表の顔として運営されている。作中では「市ヶ谷」という隠語で呼ばれることも多い。
英文略称はDAIS（ダイス）だが、このような略称で呼ばれ始めたのは『川の深さは』の終盤からである。なお、2007年1月に防衛庁が防衛省となって以降、防衛省情報局と呼ばれる現在の英文正式名称及び英文略称が何なのかは不明である。
2022年現在、『川の深さは』『Twelve Y. O.』『亡国のイージス』『6ステイン』『C-blossom case729』『Op.ローズダスト』『人類資金』に登場している。また、『戦国自衛隊1549』では明確ではないがそれらしき組織の存在が、『終戦のローレライ』ではその前身らしき組織の存在がそれぞれ示唆されている。『震災後』では登場してはいないが、『亡国のイージス』に登場した局員が2名再登場しており、DAISの存在も台詞の中で示唆されてはいる。

## 概要
国の治安及び安全保障を侵害する事態に対して「国家公安委員会及び情報活動監視委員会が認める範囲」における「超法規的事態対処活動」を許可されている。国家公安委員会は総理府（内閣府）の外局である独立行政委員会であり、情報活動監視委員会は与野党から選出された複数の国会議員で構成される。国家公安委員会が何らかの事案を与える場合には、それを担当する複数の国会議員（状況の重要性によっては国家公安委員会を所轄する内閣総理大臣）の許可を受けた上で活動を開始する。
独自の職員採用体系・人事体系・命令系統を有し、その存在は世間には公開されていない。上部組織である防衛庁・自衛隊（防衛省・自衛隊）においても、たとえ幹部クラスであっても知る者は多くない。
内外に情報網を張り巡らせ、警察では対応しきれない大規模犯罪、外国からの侵犯行為等の事前察知及び事前排除に努め、芽を摘み取れなかった場合は実力行使によって対応する。それらの活動内容はすべて世間には公開されずに隠蔽されなければならないため、現場を元の状態に戻す後始末が徹底される。部外者が偶然等によってDAISの存在及びその活動内容を知ることもあるが、その場合、当該部外者はDAISの“監視下”に常時置かれることになる。
前述の通り、活動は超法規的処置、つまり法令を一切無視した非合法の治安維持活動である。故に、最悪の場合、本来守るべき対象である日本国民を暗殺してしまうこともある。また、作戦の失敗、中止等に際して情報漏洩の可能性があれば、作戦に関与した局員を〝精算〟（＝暗殺）することで情報漏洩を阻止することもある。

## その存在について
- 非公開組織である理由
  - 既存の治安機関と違い、超法規的活動を認められているため。
- 既存の法規では任務が全うできないのにも関わらず法規そのものの変革がなされない理由
  - 民主議会政治では法規の変更には、莫大な意見のすり合わせを必要とするので、刻々と変化する事態に対応することが出来ないため。
  - 第二次世界大戦による反動と過剰な人権主義によって、積極的な危機対処活動を忌憚する戦後日本人の国民性があるので、性急な改革は無用な混乱を招く恐れがあり、結果として任務遂行の阻害条件とも成り得るため。

## 活動の法的根拠
任務は国民の代表の中から選抜された国家公安委員会によって与えられ、その遂行手段は与野党合同の情報活動監視委員会によってチェックを受ける。任務は国家の意志であり、その遂行手段を決定するのも国家である。国家が、国民の代表によって成り立つという民主議会政治の原則に立てば、DAISの権限は国家によって与えられたと言える。任務遂行に超法規的活動が不可欠な場合であっても規定の手順を踏んで発令されたものであるなら、自動的に国民の追認を受けたものと考える。

## 組織
第二次世界大戦後、日本が再び軍備を持つことを許された際、「戦後の公職追放令で野に下っていた者達」「島国の価値観が消し飛ぶ世界の現実を見た者達」が集まり、自衛隊内部で結成された「治安情報局」を前身とする（下記にて詳述）。冷戦終結に伴い一旦は解体・縮小されたが、後に再編され「防衛庁情報局」となった後、防衛庁の防衛省への昇格に伴い「防衛省情報局」となった。
紋章は、鳥が鉤爪で花弁をつかみ、花弁の中に「情」の文字が刻まれた意匠。
テロ対策要撃部隊として特殊要撃部隊（Special Operation Force、SOF）を数隊保有する。
構成員は防衛省の職員である自衛隊員だが、末端の局員は基本的に警察補助官（警補官）と呼ばれる。さらに警補官は普通警補官（Assisting Police Officer、AP）と特別警補官（Special Assisting Police Officer、SAP）とに分類される。
各局員には《「7桁の数字」+「‐」+「フォネティックコードのアルファベット1文字」+「‐」+「3桁（SAP）もしくは4桁（AP）の数字」》という構成のIDが与えられている。ここからSAPを「3桁」というあだ名で呼ぶケースもある。
SAPはDAISの常勤の正局員であり、正規の自衛隊員と同じく組織で常時働いている場合もあれば、下記に示すAPと同じく表向き民間人として過ごしている場合もある。また、SAPは拳銃の常時所持が認められている。
APは全員が非常勤であり、普段は本物の会社員や公務員や自営業を生業としている。正規の自衛官出身者の場合は「表向きは自衛隊を除隊した民間人」という立場にある。召集があれば本職の合間をぬって担当士官の下任務をこなす。
任務の責任者は、ケースオフィサー（Case Officer、CO）に任命され、作戦の指示を行う。
文官の立場で入局したものも戦闘訓練を受ける模様。

### 雇用
DAISの雇用パターンは複数あるようである。現在のところ、これまでDAISの登場する作品で判明した雇用形態は下記の通り。
- いわゆる「人の道」から外れた、あるいは外れかかった「元不良少年・少女」で「教育とは無縁ながらにして明晰な頭脳」「実地で養われたサバイバル能力」「不屈の闘争本能」を持つと判定された者を“服役免除”を条件にスカウトする。

富士の訓練場でサバイバル訓練をクリアした者はその後に座学などを受け、最終試験を突破した者だけが局員となる。訓練ではバディとして常に子犬と共に行動することが課せられるが、最終試験の際にはその子犬を“食う”ことが合格の条件となる、共に試練を共有したバディである子犬を食べることが出来なかった者は不合格となる。不合格となった者は薬漬けにされ、これまでの記憶を失うと同時に薬の影響で廃人になり施設に送られるという。これはDAISの存在を世間に知られないようにするための処置である。
入局後はSAPかAPとしてDAISの活動に従事する。DAISに入局したSAPの中にはAP同様に表向きは「民間人」として生活している場合もある。
- 正規の自衛隊員（自衛官・事務官）から適性のある者をスカウトし、異動させる。

スカウトされた後は上記のSAP又はAP、若しくはCOとなる。APとなる場合は表向きには自衛隊を除隊している。
- 防衛省（自衛隊）内ではなく、警察で働く警察官から適性のある者をスカウトする。

『6ステイン』収録の「断ち切る」では元・防犯課刑事がDAISの局員として登場している。また『亡国のイージス』に登場する野田輝夫は、元々は警察庁内における出世競争に敗れて防衛庁に出向し、そのまま防衛庁職員として居着いた経緯がある。
- 適正ありと判断された民間人をスカウトする。その際、通常の国家公務員と同じく「国家公務員採用試験」を受験する場合もある模様。

## 内部組織

### 内事部
国内事案を担当する部署。各方面に管轄が区分されており、陸上自衛隊の管轄区分をそのまま引き移した形となっている。内事本部長を筆頭に、各方面部長がそれぞれの管轄の指揮を採る。
内事部東部方面
東部方面を管轄としている。東部方面内事部長が指揮をとる。
内事部特別資産管理室
特別防衛秘密に指定された国家特別資産『M資金』に関する秘密の防護、及び非常時の対処を任務とする。

### 外事部
国外事案を担当する部署。外事統括本部長を長とする。

### 技術情報部
各作品から推察するに、装備品の研究開発、コンピュータの管理及び運営、プログラムの研究開発等に関する事務を所掌していると思われる。

### SOF（ソフ）
Special Operation Force（特殊要撃部隊）。局が抱える特殊部隊である。
各部隊には3桁の数字が冠されており、過去に傑出した功績を残し、まだ存命の（一種の験担ぎ）局員・元局員のIDが冠されるのが通例となっている。
部隊章は、920SOFは青い狼、729SOFは緑の龍。
スローガンは「挨拶は撃ってから」。
- 013SOF
- 464SOF
- 920SOF（「亡国のイージス」にて壊滅、その後729SOFが組織される）

「920」は『6ステイン』『敗者達の黙示録』『壊点 ポイント・ブレイク』に登場する結城圭一二曹のIDを冠したもの。
1斑8名の正規小隊が3つと、単独任務を専門とする特別班1つ、計30名以上で構成される。
- 729SOF

「729」は『亡国のイージス』『6ステイン』『C-blossom case729』に登場した如月行二曹のIDを冠したもの。
50名弱で構成されている。

### 消毒班
現場の痕跡を抹消することを任務とする。遺体または遺体の肉片、血痕、薬莢などの回収を行い、警察にさえ事態を気付かせないような工作を行っている。

### 内務監査室
局内の汚職摘発・服務規程違反者の処罰等を担当する。

### FSM
ファースト・ストライク・ミッションの略。DAISが保有する特殊部隊SOF傘下のヘリコプター部隊となる予定だった。先制攻撃を視野にいれた部隊で、タンカーに似せた輸送艦でヘリを運び、低空飛行で敵地に侵入。自国に危険をもたらすと判断されたものを無力化、ピンポイントで排除することを目的とする。結果としてFSM構想は実現されることなく、計画は「破棄」された。
モバイルゲーム及びケータイ小説の『FSM-ユファの大地-』でFSMが再登場するはずだったが、2005年の東京ゲームショウで発表されて以降は特に追加情報がないままお蔵入りとなった。また、同作品を漫画化した『｢柳花～ユファの大地～｣』も原作者・作画・出版社の間でなんらかの不測的事態があったらしく、連載中止になっている。

### 関東生命
表向きは、防衛省OBが営む自衛官専用の相互保険組合として運営されているが、実態はDAISの施設である。日本全国に全国各所にビルを保有しており、それらがDAISの支部として機能している。職員も表向きは関東生命の従業員であるが、全てDAIS局員である。
DAISの局員（APやSAPなど）に義務付けられた月1回のメンタルチェックも関東生命のビル内で行われている。
関東生命のビルは、見た目は普通のオフィスビルであるが、構造は要塞といえるもので、安易に侵入できない構造になっている。
現在のところ、『敗者達の黙示録』『Op.ローズダスト』『震災後』に登場している。

## 局員

### 作中での局員
各作品において、主要登場人物もしくは名前が判明している登場人物を明記する。
古武 正巳
『Twelve Y.O.』に登場。
外事統括本部長/文官
辻井 護
『Twelve Y.O.』に登場。
二曹/内事部所属
村瀬 香
『Twelve Y.O.』に登場。
一曹/内事部所属
夏生 由梨
『Twelve Y.O.』『川の深さは』に登場。
二尉/内事部所属
伏見
『Twelve Y.O.』に登場。
内務監査室長
井島 一友
『Twelve Y.O.』『川の深さは』『6ステイン』収録の「媽媽」（文面で語られるのみ）『敗者達の黙示録』に登場。
東部方面内事部長→局長/文官
堤 洋隆
『6ステイン』収録の「畳算」に登場。
元･陸上自衛隊 特科出身
高藤 征一
『「6ステイン」』収録の「サクラ」に登場。
技術情報部電算課課長補佐
北上
『「6ステイン」』収録の「サクラ」に登場。
伝法 真希
『「6ステイン」』収録の「サクラ」に登場。
元SOF要員/AP
根岸 由美子
『6ステイン』収録の「媽媽」「断ち切る」』に登場。
SAP
戸田
『6ステイン』収録の「媽媽」に登場。
城北地区のAP/本業は区役所勤務の地方公務員
韮沢 周平
『6ステイン』収録の「断ち切る」に登場。
元･警視庁防犯課刑事
須賀 義郎
『6ステイン』収録の「920を待ちながら」『C-blossom case729』(1コマのみ)に登場。
一曹/城東地区所属のAP/元・正規の自衛官/本業は個人タクシー運転手
松宮 直行
『6ステイン』収録の「920を待ちながら」『C-blossom case729』に登場。
DAISの会計担当の課長/文官
池澤
『6ステイン』収録の「920を待ちながら」（名前のみ）『C-blossom case729（1コマのみ）』に登場。
内事本部長
上瀧
『6ステイン』収録の「920を待ちながら」（名前のみ）』に登場。
内監管理部長
東谷 芳樹
『C-blossom case729』に登場。
ID:969
高木
『C-blossom case729』に登場。
一尉
野田 輝夫
『亡国のイージス』『震災後』に登場。
局長/文官/元 警察庁キャリア組
渥美 大輔
『亡国のイージス』『C-blossom case729』『震災後』『人類資金』に登場。
内事本部長→局長/文官
池澤の後任。
表向きの肩書きは「防衛省 情報本部統合情報部 局長」。
如月 行
『亡国のイージス』『6ステイン（短編集）収録の「920を待ちながら」』『C-blossom case729』に登場。
ID：729/三曹→二曹/920SOF特別班所属
梶 良巳
『亡国のイージス』に登場。
一尉/920SOF所属/隊長
宮下 武
『亡国のイージス』に登場。
三尉/920SOF所属
真壁 義成
『亡国のイージス』に登場。
三曹/920SOF所属
平 貫太郎
『Twelve Y.O.』『亡国のイージス』に登場。
曹長→尉官/920SOF所属/ヘリコプター部隊編隊長/陸上自衛隊出身
古森 一尋
『Op.ローズダスト』に登場。
二佐/920SOF→729SOF所属/隊司令
丹原 朋希
『Op.ローズダスト』に登場。
ID：1746339-D-594/三曹/内事部東部方面所属/SAP
羽住 克広
『Op.ローズダスト』に登場。
一尉/元FSMの教官
高遠 美由紀
『人類資金』に登場。
ID：3571586-A-302/一尉/内事部特別資産管理室 所属

### 作中での元局員
退官したものは「市ヶ谷をヤメた」という意味で〝ヤメイチ〟と俗称することがある。
各作品において、主要登場人物もしくは名前が判明している登場人物を明記する。
根岸 光明
『6ステイン』収録の「媽媽」に登場。
妻は現役局員の根岸由美子/結婚後に退官し、中堅電機メーカー勤務
東馬 修一
『Twelve Y.O.』に登場。
三佐/表向きは陸上幕僚監部調査部別室所属/任務中に離反し、テロリスト『トゥエルブ』を名乗る
堀部 三佳
『Op.ローズダスト』に登場。
特務三曹/AP/FSMの元パイロット候補生/作戦中止に伴う情報漏洩阻止のため、暗殺される
入江 一功
『Op.ローズダスト』に登場。
ID:674/三曹/SAP/テロリストグループ『ローズダスト』のリーダー
勝良 義和
『Op.ローズダスト』に登場。
テロリストグループ『ローズダスト』の一員
倉下 充
『Op.ローズダスト』登場。
テロリストグループ『ローズダスト』の一員
真野 留美
『Op.ローズダスト』に登場。
テロリストグループ『ローズダスト』の一員
山辺 俊作
『Op.ローズダスト』に登場。
曹長/テロリストグループ『ローズダスト』の一員
滝沢 俊一
『Op.ローズダスト』に登場。
テロリストグループ『ローズダスト』の一員。パリにて死亡
有働 京子
『Op.ローズダスト』に登場。
テロリストグループ『ローズダスト』の一員。ジャカルタにて死亡
増代
『Op.ローズダスト』に登場。
AP/堀部を庇おうとした際に殺害される
水月 総一郎
『Op.ローズダスト』に登場。
文官/外事部/退官後はアクトグループ役員
烏丸 誠二
『Op.ローズダスト』に登場。
文官/外事部/退官後はアクトグループ役員
服部 謙介
『Op.ローズダスト』に登場。
文官/外事部/退官後はアクトグループ役員

## 治安情報局（前身組織）

### 組織概要
「治安情報局」はDAISの前身にあたる組織である。英語名では「CSIS （Civilian Security Information Service）」であり、俗称として「治安」、もしくは後のDAIS同様に「市ヶ谷」と呼ばれる。
紋章は、白菊の花弁に桜の図柄をあしらった意匠。
DAIS同様、表向きは陸上幕僚監部調査部とされている。冷戦終結に伴い解体されたが（正確には「縮小」であり、組織自体は存続していた）、『川の深さは』の終盤においてDAISとして再編された。
『終戦のローレライ』の終章に「防衛庁広報課」という組織が名前だけ登場しており、『6ステイン』では解体・縮小後の治安情報局が「広報課」を名乗っているため、世間一般に対しては「広報課」を名乗っていると推測される。
元帝国陸軍大尉であった笹倉雅実が陸軍中野学校に連なる人材を集めて創設した。また、下記の結城圭一二曹の父親も組織の創設に関わっている。また帝国海軍の大佐だった大湊三吉の尽力もあったとされる。
ほとんどの作品にこの「治安情報局」についての記述が存在するが、組織そのものが登場した作品は現在のところ『敗者達の黙示録』『壊点 ポイント・ブレイク』『川の深さは』『6ステイン』である。

### 治安情報局の主な局員／組織再編途中の主な局員
結城 圭一
『6ステイン』収録の「920を待ちながら」、『敗者達の黙示録』『壊点 ポイント・ブレイク』に登場。
ID:1246339-B-920/二曹/SOF所属のSAP
下記の海兵旅団にも参加していた。
井島 一友
『川の深さは』『Twelve Y.O.』『敗者達の黙示録』に登場。
一等情報佐→東部方面内事部長
「川の深さは」においては佐久間の後任/文官/再編後のDAIS東部方面内事部長
部下の結城の保護者役を務めている。
仁藤
『敗者達の黙示録』に登場。
宇津木
『敗者達の黙示録』に登場。
静岡支部の責任者
佐久間 仁
『川の深さは』に登場。
一佐/海上自衛隊出身
城崎 涼子
『川の深さは』に登場。
増村 保
『川の深さは』に登場。
一曹
沼崎 隆二
『川の深さは』に登場。
曹長
夏生 由梨
『川の深さは』『Twelve Y.O.』に登場。
二尉/退官後の城崎の後任/再編後はDAIS局員
古武 正巳
『Twelve Y.O.』に登場。
文官/再編後のDAIS外事統括本部長
東馬 修一
『Twelve Y.O.』に登場。
三佐/再編後はDAIS局員
三条 弓里
『Twelve Y.O.』に登場。
技術情報部所属
上石
『川の深さは』に登場。
三佐/航空自衛隊出身/技術情報部の要職
須賀 義郎
『6ステイン』収録の「920を待ちながら」、『C-blossom case729（1コマのみ）』に登場。
一曹/AP/組織再編後はDAISのAP/元・正規の自衛官/本業は個人タクシー運転手
草加 宗範
『6ステイン』収録の「920を待ちながら」に登場。
AP
松宮 直行
『6ステイン』収録の「920を待ちながら」、『C-blossom case729』に登場。
文官/会計責任者/後のDAISにおいても会計責任者を務める
野田 輝夫
『亡国のイージス』、『震災後』に登場。
再編後のDAISでは局長。
大湊 三吉
『終戦のローレライ』に登場。
元帝国海軍軍令部第三部第五課長 大佐
天本 徹二
『終戦のローレライ』に登場。
元帝国海軍少尉

### 治安情報局の元局員
中里 裕司
『6ステイン』収録の「今できる最善のこと」に登場。
ID:1104775-C-833EX
元陸上自衛隊 施設科 陸曹出身/組織解体後は中堅建設コンサルタント会社の社員として勤務

## 類似機関

### 海兵旅団
的場丈史一佐が設置を目指していた非公開部隊。彼曰く《戦える自衛隊》。
陸海空の自衛隊とは独立した行動権限を有し、東西南北を自在に移動してヒットアンドアウェイの戦法をとる集団。独自のヘリ部隊と輸送部隊を有する戦略的機動性と自己完結性を持ったもので、海兵隊に倣っている。統合幕僚会議直属の諮問機関として試験稼働していたが、結果として海兵旅団は理由が不明なまま廃止された。

#### 海兵旅団の隊員
的場 丈史
『Twelve Y.O.』、『戦国自衛隊1549』、『敗者達の黙示録』（名前のみ）に登場。
一佐/ヘリコプターパイロットの資格を持つ
『Twelve Y.O.』では海上自衛官･『戦国自衛隊1549』では陸上自衛官と作品により原隊が異なる
平貫太郎
『Twelve Y.O.』『亡国のイージス』に登場。
曹長/ヘリコプターパイロット/陸上自衛隊出身
日下部
『Twelve Y.O.』に登場。
二尉/ヘリコプターパイロット
鹿島 勇祐
『戦国自衛隊1549』に登場。
二尉/陸上自衛隊出身/旅団廃止を機会に除隊
結城 圭一
『6ステイン』収録の「920を待ちながら」、『敗者達の黙示録』、『壊点 ポイント・ブレイク』に登場。
治安情報局所属。一時的に海兵旅団にも参加。

### 在日CIA
日本国内で活動するCIAのこと。通称“赤坂”。

#### 在日CIAの局員
マル六の作業玉
『Op.ローズダスト』に登場。
「マル六の作業玉」は公安がつけた呼び名。通称「マル六」、「キキョウ1」とも呼ばれる。
性別は女性だが、容姿は一切不明。
CIAの中でも“穏健派”と思われる勢力の人物。

### チヨダ
日本の公安警察の中で、警察庁警備局警備企画課が抱える公安の秘匿部隊。独自の拠点を持ち、同じ公安警察官にも正体を明かすことはなく、盗聴、家宅侵入、協力者獲得などの法的手続を無視した非合法活動も辞さない。前身部隊は「サクラ」という。

#### チヨダの警察官
千束 賢佑
『Op.ローズダスト』に登場。
警視正/チヨダの指揮官。
警察庁警備局警備企画課 情報第二担当理事官（「キャップ」または「裏理事官」）。
並河 次郎
『Op.ローズダスト』に登場。
警部補。
面割り（顔貌識別）の達人であり、公安任用教養課程での研修を経て、チヨダの前身であるサクラの一員になった。その後、外事課とのトラブルが原因で作業玉が自殺し、サクラから追い出された後は、警視庁公安部公安第四課に配属（左遷）され、主に資料整理を行っていた。

## 各作品での活動内容
各作品内での活動内容を、核心や結末を伏せて記載する。あらすじについては、各作品の記事を参照。
『終戦のローレライ』
終盤に1シーンのみ。
第二次世界大戦においてドイツ第三帝国が開発した特殊兵器「ローレライ」を巡る戦いに生き残った折笠征人とパウラ・A・エブナーの存在を察知し、戦時中にアメリカ軍が「第三の核爆弾」を落とそうとした謀議の発覚を阻止するためにアメリカの諜報機関が彼らに手を出す事態にならないよう、彼らを密かに見守り続けていた。
『敗者達の黙示録』（未発表作品）
1989年。静岡の山中にコカイン畑があり、そこからコカインが国内に流通しているという匿名の情報が政府からもたらされる。政界経由の不明瞭な情報に警察を動かすことは出来ないため、自衛隊内部に設置された非公開情報機関である治安情報局が捜査を担当することになる。局は、結城 圭一二曹を潜入捜査員として農園に派遣する。
※本作は未発表作品であり、『HOW TO BUILD 福井晴敏』に記載された記事にて紹介されている。
『壊点 ポイント・ブレイク』（未発表作品）
ヤクザ組織である山根組と治安情報局との間でボタンの掛け違いが起こり、結果として暗闘が繰り広げられる事態が発生する（後の『川の深さは』において、かつて治安情報局が行っていた暴力団関連の作戦を回想するシーンがあるが、それが本作での出来事を指しているのかは不明）。ヤクザ・冷戦構造・バブル経済等あらゆるものが極限に達していく経緯を描く。
※本作も未発表作品であり、『HOW TO BUILD 福井晴敏』に記載された記事にて紹介されている。
『川の深さは』
冷戦構造の崩壊や政権交代を契機に、治安情報局は解体と言える程に規模が縮小されている。
局の再興のために佐久間仁一佐とその一派が、新興宗教団体である「神泉教」を利用し、陰謀を巡らす。
『Twelve Y. O.』
『川の深さは』から二年後と推察される。組織は再編され、「治安情報局」から「防衛庁情報局」と名称を改めている。
局員の東馬修一三佐が、局が開発したコンピュータウィルス「アポトーシスⅡ」及び謎の兵器「ウルマ」を盗み、行方をくらます。後に「トゥエルブ」と名乗りアメリカ国防総省に対して電子テロを行う事態が発生。ウルマの回収と東馬の追跡を行う。
『6ステイン』（短編集）
「いまできる最善のこと」
『川の深さは』より前。
治安情報局の規模縮小に伴い、局から用意された偽の経歴で中堅建設企業に再就職をしていた中里裕司が、かつて自身が現役時代の任務において死亡させた北朝鮮工作員の兄を名乗るはぐれ工作員と遭遇する。中里はかつての勤め先に「状況E（エコー）」（退役局員が、現任当時の活動を原因と見倣す事故事件に遭遇したケース）を伝え、救援部隊であるR（ロメオ）部隊を要請する。
「畳算」
旧ソ連がかつて持ち込んだとされる「スーツケース」と称される核爆弾（特殊核爆破資材）が国内に存在することが明らかになり、防衛庁情報局は捜索を開始する。
「サクラ」
防衛庁情報局が運営する新中央指揮所（NCCS）のシステム開発副部長である東和電機社員の芦田和生が、北朝鮮にNCCSに関する情報を漏洩している可能性が浮上。防衛庁情報局は、芦田への監視体制に入る。
「媽媽」
海賊シンジケートが大量の武器弾薬を購入し、日本を輸送の中継点にして、戦力増強と襲撃計画の可能性を察知。防衛庁情報局は海賊シンジケート摘発作戦「オクトパス・トラップ」を開始する。
「断ち切る」
政治判断により「オクトパス・トラップ」が中止されて1年後。局内有志が、海賊シンジケート「九美鳥（ミューズ）」を潰すために非公式に活動する。
「920を待ちながら」
防衛庁情報局内に存在する運営資金の横流しのシステムに関連する事件に、APの須賀義郎一曹とSAPの木村（如月行三曹）が関わる。
『C-blossom case729』
「920を待ちながら」から2ヶ月後。
局の資金を横流しして逮捕された防衛庁情報局の経理部門勤務の松宮直行課長の娘である香奈を、組織内部にいる横領グループの一派が人質にして松宮の自白を阻止しようと試みる。横領グループの摘発を目指す渥美大輔内事本部長は、如月行三曹に香奈の警護をさせる。
『亡国のイージス』
『Twelve Y. O.』から二年後であり、『C-blossom case729』終盤の直後。
北朝鮮出身の工作員であるホ・ヨンファが防衛大学校の学生である宮津隆史と接触している事実を掴む。防衛庁情報局は、ホ・ヨンファの拘束のために隆史を囮にした作戦を展開するが、失敗に終わる。この事件が原因で精神的ショックを受けた隆史は防衛大学校を自主退学するが、彼の精神的不安定からの重大な情報漏洩が起こる可能性を危惧した局は、やむを得ず彼を交通事故に見せかけて処理（＝暗殺）する。
隆史の父親である海上自衛官の宮津弘隆二等海佐は、息子の死の真相をホ・ヨンファから聞かされる。復讐の怨念を宿した彼は、ホ・ヨンファと手を組み、自身を慕う部下や隆史と交友のあった防大上がりの若手海上自衛官達と共に、日本政府に対して叛乱を決行しようとする。弘隆の叛乱を事前に察知していた局は、彼が艦長を務めるミニイージスシステム搭載ミサイル護衛艦「いそかぜ」に、潜入捜査員として920SOF特別班所属の如月を「いそかぜ」第一分隊砲雷科一等海士という身分で潜入させる。
同時に都内の雑居ビルでは、ホ・ヨンファの手下達が在日米軍から強奪した新型の毒ガス兵器「GUSOH」を所有して9ヶ月間籠城しており、920SOFは彼らを常時監視していた。
『Op.ローズダスト』
2001年。防衛庁情報局は北朝鮮政府の中でも指折りの実力者である高官の元に潜入工作員を送り込む為の画期的なヒューミント「オペレーション・LP」を開始する。9.11を機会とする国際情勢の変化等に伴い、作戦は中止されたはずだったが、思わぬ展開で「事故」が発生。作戦の主要的役割にいた堀部三佳特務三曹は情報漏洩阻止の為に精算（＝暗殺）され、堀部を守ろうとした他の現場要員の多くは紆余曲折を経て国外に逃亡する。
数年後、密かに帰国していたLPの要員達が「ローズダスト」を名乗り、復讐のために連続爆弾テロを実行。警察と防衛庁が合同捜査をする中、防衛庁情報局は「ローズダスト」のリーダーと因縁の間柄であり、事故の後も局員として組織に留まり続けてたLP要員の一人である丹原朋希三曹を捜査の中枢に加える。
『戦国自衛隊1549』
1シーンのみ、明らかに防衛庁情報局らしき組織の人間達が登場している。
『震災後』
2011年。東日本大震災で発生した福島第一原子力発電所事故における対応で、かつて局長の座に就き、既に定年退職していた野田輝夫に協力を依頼する。
『人類資金』
本作で組織の名称が「防衛庁情報局」から「防衛省情報局」に変更されている。
特別防衛秘密に指定されているM資金が盗まれる事態になることを察知した防衛省情報局は、M資金を守る為の活動を行う。